# إذاعة هسن
إذاعة هسن (بالألمانية: Hessischer Rundfunk)، وتختصر hr هو راديو عام ذو حقوق بث قانونية يعمل في ألمانيا ومقره مدينة فرانكفورت. تأسس راديو ولاية هيسن عام 1945 باسم «راديو فرانكفورت» وهو عضو في شبكة محطات ARD.

## روابط خارجية
- إذاعة هسن على موقع IMDb (الإنجليزية)
- إذاعة هسن على موقع ميوزك برينز (الإنجليزية)